# Chipre en el Festival de la Canción de Eurovisión
Chipre debutó en el Festival de la Canción de Eurovisión en 1981 y, desde entonces ha estado presente en todas las ediciones, excepto en 1988, año en el que su canción fue descalificada; 2001 y 2014.
Su mejor resultado ha sido el segundo lugar que Eleni Foureira obtuvo en 2018. Además, en tres ocasiones ha logrado el quinto lugar: en 1982, con Anna Vissi; 1997, con Chara & Andreas Constantinou; y en 2004, con Lisa Andreas.
En 1988 Chipre retiró su canción después de que la radiodifusora CyBC determinara que la canción no cumplía con los requisitos para participar debido a que esta ya había participado (sin ser seleccionada) en el proceso de selección nacional de 1984, lo cual es un incumplimiento de las reglas de selección para el certamen. En el 2001 el país no se calificó para el festival por los bajos resultados obtenidos en las ediciones anteriores, de acuerdo con los procesos de calificación del momento.
La mayor parte de las canciones chipriotas han sido cantadas en griego o en inglés, siendo excepciones el 2000 cuando la canción «Nomiza» incluía griego e italiano, y el 2007 cuando Evridiki interpretó «Comme Ci, Comme Ça» en francés. Aunque el turco es una de las lenguas oficiales del país, ninguna canción chipriota lo ha usado, dado que no ha habido ningún chipriota turco que haya participado en el festival.
Muy conocido es el intercambio de los "12 puntos" entre Grecia y Chipre, por razones de afinidad cultural. Desde que existe el televoto (1998), y siempre que han coincidido, el intercambio de los 12 puntos se ha realizado siempre (normalmente con abucheos del público). Sin embargo, Chipre no votó a su vecina Turquía hasta la edición de 2003, cuando el portavoz chipriota dio ocho puntos a la cantante que resultaría ganadora, Sertab Erener, haciendo el símbolo de la paz con su mano. En 2015, a pesar de que todas las apuestas decían que no iba a pasar de la semifinal, pasó con el 6º puesto en la semifinal, y luego en la final consiguió el 22º puesto con 11 puntos. En 2016, en cambio, las apuestas auguraban un mucho mejor resultado que el año anterior pero finalmente, aunque se clasificaron, quedaron solo una posición más arriba. En 2018 obtuvieron su mejor resultado histórico con «Fuego» y Eleni Foureira.

## Participaciones
Leyenda
     Ganador
     Segundo puesto
     Tercer puesto
     Cuarto o quinto puesto (Top 5)
     Último puesto
| Año                  | Sede       | Artista                               | Canción                                         | Final              | Pts.               | Semifinal                   | Pts.                        |
| -------------------- | ---------- | ------------------------------------- | ----------------------------------------------- | ------------------ | ------------------ | --------------------------- | --------------------------- |
| 1981                 | Dublín     | Island                                | «Monika» (Μόνικα)                               | 6                  | 69                 | No hubo semifinales         | No hubo semifinales         |
| 1982                 | Harrogate  | Anna Vissi                            | «Mono i agapi» (Μόνο η αγάπη)                   | 5                  | 85                 | No hubo semifinales         | No hubo semifinales         |
| 1983                 | Múnich     | Stavros y Constantina                 | «I agapi akoma zi» (Η αγάπη ακόμα ζει)          | 16                 | 26                 | No hubo semifinales         | No hubo semifinales         |
| 1984                 | Luxemburgo | Andy Paul                             | «Anna Maria Lena» (Άννα Μαρία Λένα)             | 15                 | 31                 | No hubo semifinales         | No hubo semifinales         |
| 1985                 | Gotemburgo | Lia Vissi                             | «To katalava arga» (Το κατάλαβα αργά)           | 17                 | 15                 | No hubo semifinales         | No hubo semifinales         |
| 1986                 | Bergen     | Elpida                                | «Tora zo» (Τώρα ζω)                             | 20                 | 4                  | No hubo semifinales         | No hubo semifinales         |
| 1987                 | Bruselas   | Alexia                                | «Aspro mavro» (Άσπρο μαύρο)                     | 7                  | 80                 | No hubo semifinales         | No hubo semifinales         |
| 1988                 | Dublín     | Yiannis Dimitrou                      | «Thimame» (Θυμάμαι)                             | Retirado           | Retirado           | Retirado                    | Retirado                    |
| 1989                 | Lausanne   | Yiannis Savvidakis y Fani Polymeri    | «Apopse as vrethoume» (Απόψε ας βρεθούμε)       | 11                 | 51                 | No hubo semifinales         | No hubo semifinales         |
| 1990                 | Zagreb     | Haris Anastazio                       | «Milas poli» (Μιλάς πολύ)                       | 14                 | 36                 | No hubo semifinales         | No hubo semifinales         |
| 1991                 | Roma       | Elena Patroklou                       | «SOS»                                           | 9                  | 60                 | No hubo semifinales         | No hubo semifinales         |
| 1992                 | Malmö      | Evridiki                              | «Teriazoume» (Ταιριάζουμε)                      | 11                 | 57                 | No hubo semifinales         | No hubo semifinales         |
| 1993                 | Millstreet | Kyriakos Zympoulakis y Dimos Van Beke | «Mi Stamatas» (Μη σταματάς)                     | 19                 | 17                 | Kvalifikacija za Millstreet | Kvalifikacija za Millstreet |
| 1994                 | Dublín     | Evridiki                              | «Ime anthropos ki ego» (Είμαι άνθρωπος κι εγώ)  | 11                 | 51                 | No hubo semifinales         | No hubo semifinales         |
| 1995                 | Dublín     | Alex Panayi                           | «Sti fotia» (Στη φωτιά)                         | 9                  | 79                 | No hubo semifinales         | No hubo semifinales         |
| 1996                 | Oslo       | Constantinos Christoforou             | «Mono yia mas» (Μόνο για μας)                   | 9                  | 72                 | 15                          | 42                          |
| 1997                 | Dublín     | Hara y Andreas Constantinou           | «Mana mou» (Μάνα μου)                           | 5                  | 98                 | No hubo semifinales         | No hubo semifinales         |
| 1998                 | Birmingham | Michalis Hatzigiannis                 | «Genesis» (Γένεσις)                             | 11                 | 37                 | No hubo semifinales         | No hubo semifinales         |
| 1999                 | Jerusalén  | Marlen Angelidou                      | «Tha'ne erotas» (Θα 'ναι έρωτας)                | 22                 | 2                  | No hubo semifinales         | No hubo semifinales         |
| 2000                 | Estocolmo  | Voice                                 | «Nomiza» (Νόμιζα)                               | 21                 | 8                  | No hubo semifinales         | No hubo semifinales         |
| No participó en 2001 |            |                                       |                                                 |                    |                    |                             |                             |
| 2002                 | Tallin     | One                                   | «Gimme»                                         | 6                  | 85                 | No hubo semifinales         | No hubo semifinales         |
| 2003                 | Riga       | Stelios Konstantas                    | «Feeling alive»                                 | 20                 | 15                 | No hubo semifinales         | No hubo semifinales         |
| 2004                 | Estambul   | Lisa Andreas                          | «Stronger every minute»                         | 5                  | 170                | 5                           | 149                         |
| 2005                 | Kiev       | Constantinos Christoforou             | «Ela ela»                                       | 18                 | 46                 | Top 12 del año anterior     | Top 12 del año anterior     |
| 2006                 | Atenas     | Annet Artani                          | «Why angels cry»                                | No se clasificó    | No se clasificó    | 15                          | 57                          |
| 2007                 | Helsinki   | Evridiki                              | «Comme ci, comme ça»                            | No se clasificó    | No se clasificó    | 15                          | 65                          |
| 2008                 | Belgrado   | Evdokia Kadi                          | «Femme fatale»                                  | No se clasificó    | No se clasificó    | 15                          | 36                          |
| 2009                 | Moscú      | Christina Metaxa                      | «Firefly»                                       | No se clasificó    | No se clasificó    | 14                          | 32                          |
| 2010                 | Oslo       | Jon Lilygreen & The Islanders         | «Life looks better in spring»                   | 21                 | 27                 | 10                          | 67                          |
| 2011                 | Düsseldorf | Christos Mylordos                     | «San aggelos s'agapisa» (Σαν άγγελος σ'αγάπησα) | No se clasificó    | No se clasificó    | 18                          | 16                          |
| 2012                 | Bakú       | Ivi Adamou                            | «La la love»                                    | 16                 | 65                 | 7                           | 91                          |
| 2013                 | Malmö      | Despina Olympiou                      | «An me thimasai» (Aν με θυμάσαι)                | No se clasificó    | No se clasificó    | 15                          | 11                          |
| No participó en 2014 |            |                                       |                                                 |                    |                    |                             |                             |
| 2015                 | Viena      | John Karayiannis                      | «One thing that I should have done»             | 22                 | 11                 | 6                           | 87                          |
| 2016                 | Estocolmo  | Minus One                             | «Alter ego»                                     | 21                 | 96                 | 8                           | 164                         |
| 2017                 | Kiev       | Hovig                                 | «Gravity»                                       | 21                 | 68                 | 5                           | 164                         |
| 2018                 | Lisboa     | Eleni Foureira                        | «Fuego»                                         | 2                  | 436                | 2                           | 262                         |
| 2019                 | Tel Aviv   | Tamta                                 | «Replay»                                        | 13                 | 109                | 9                           | 149                         |
| 2020                 | Róterdam   | Sandro                                | «Running»                                       | Festival cancelado | Festival cancelado | Festival cancelado          | Festival cancelado          |
| 2021                 | Róterdam   | Elena Tsagrinou                       | «El Diablo»                                     | 16                 | 94                 | 6                           | 170                         |
| 2022                 | Turín      | Andromache                            | «Ela» (Έλα)                                     | No se clasificó    | No se clasificó    | 12                          | 63                          |
| 2023                 | Liverpool  | Andrew Lambrou                        | «Break a Broken Heart»                          | 12                 | 126                | 7                           | 94                          |
| 2024                 | Malmö      | Silia Kapsis                          | «Liar»                                          | 15                 | 78                 | 6                           | 67                          |
| 2025                 | Basilea    | Theo Evan                             | «Shh»                                           | No se clasificó    | No se clasificó    | 11                          | 44                          |

## Votación de Chipre
Hasta 2025, la votación de Chipre ha sido:
| Más puntos otorgados solo en la gran final | Más puntos otorgados solo en la gran final | Más puntos otorgados solo en la gran final |
| Pos.                                       | País                                       | Puntos                                     |
| ------------------------------------------ | ------------------------------------------ | ------------------------------------------ |
| 1                                          | Grecia                                     | 437                                        |
| 2                                          | Italia                                     | 163                                        |
| 3                                          | Francia                                    | 150                                        |
| 4                                          | Suecia                                     | 149                                        |
| 5                                          | España                                     | 143                                        |

| Más puntos otorgados en semifinales y final | Más puntos otorgados en semifinales y final | Más puntos otorgados en semifinales y final |
| Pos.                                        | País                                        | Puntos                                      |
| ------------------------------------------- | ------------------------------------------- | ------------------------------------------- |
| 1                                           | Grecia                                      | 568                                         |
| 2                                           | Suecia                                      | 227                                         |
| 3                                           | Rusia                                       | 193                                         |
| 4                                           | Ucrania                                     | 189                                         |
| 5                                           | Israel                                      | 180                                         |

| Más puntos recibidos solo en la final | Más puntos recibidos solo en la final | Más puntos recibidos solo en la final |
| Pos.                                  | País                                  | Puntos                                |
| ------------------------------------- | ------------------------------------- | ------------------------------------- |
| 1                                     | Grecia                                | 369                                   |
| 2                                     | Malta                                 | 105                                   |
| 3                                     | Reino Unido                           | 90                                    |
| 4                                     | España                                | 78                                    |
| 5                                     | Suecia                                | 72                                    |

| Más puntos recibidos en semifinales y final | Más puntos recibidos en semifinales y final | Más puntos recibidos en semifinales y final |
| Pos.                                        | País                                        | Puntos                                      |
| ------------------------------------------- | ------------------------------------------- | ------------------------------------------- |
| 1                                           | Grecia                                      | 522                                         |
| 2                                           | Reino Unido                                 | 165                                         |
| 3                                           | Malta                                       | 151                                         |
| 4                                           | Armenia                                     | 150                                         |
| 5                                           | Albania                                     | 130                                         |

## 12 puntos
- Chipre ha dado 12 puntos a:

### Final (1981 - 2003)
| Año  | País       | Año                  | País                 | Año  | País     | Año                  | País                 |
| ---- | ---------- | -------------------- | -------------------- | ---- | -------- | -------------------- | -------------------- |
| 1981 | Irlanda    | 1987                 | Grecia               | 1993 | Grecia   | 1999                 | Islandia             |
| 1982 | Alemania   | No participó en 1988 | No participó en 1988 | 1994 | Grecia   | 2000                 | Rusia                |
| 1983 | Grecia     | 1989                 | Grecia               | 1995 | Grecia   | No participó en 2001 | No participó en 2001 |
| 1984 | Suecia     | 1990                 | Italia               | 1996 | Portugal | 2002                 | Grecia               |
| 1985 | Alemania   | 1991                 | España               | 1997 | Grecia   | 2003                 | Grecia               |
| 1986 | Yugoslavia | 1992                 | Grecia               | 1998 | Grecia   |                      |                      |

| Año  | País     | Año                  | País                 |
| ---- | -------- | -------------------- | -------------------- |
| 2004 | Grecia   | 2010                 | Armenia              |
| 2005 | Rumania  | 2011                 | Suecia               |
| 2006 | Armenia  | 2012                 | Grecia               |
| 2007 | Bulgaria | 2013                 | Ucrania              |
| 2008 | Georgia  | No participó en 2014 | No participó en 2014 |
| 2009 | Grecia   | 2015                 | Suecia               |

| Año  | Jurado     | Televoto |
| ---- | ---------- | -------- |
| 2016 | Rusia      | Grecia   |
| 2017 | Grecia     | Grecia   |
| 2018 | Israel     | Grecia   |
| 2019 | Grecia     | Grecia   |
| 2021 | Malta      | Lituania |
| 2022 | Suecia     | Serbia   |
| 2023 | Sin jurado | Grecia   |
| 2024 | Sin jurado | Ucrania  |
| 2025 | Sin jurado | Ucrania  |

| Año  | País   | Año                  | País                 |
| ---- | ------ | -------------------- | -------------------- |
| 2004 | Grecia | 2010                 | Grecia               |
| 2005 | Grecia | 2011                 | Grecia               |
| 2006 | Grecia | 2012                 | Grecia               |
| 2007 | Grecia | 2013                 | Grecia               |
| 2008 | Grecia | No participó en 2014 | No participó en 2014 |
| 2009 | Grecia | 2015                 | Italia               |

| Año  | Jurado  | Televoto |
| ---- | ------- | -------- |
| 2016 | Rusia   | Bulgaria |
| 2017 | Grecia  | Grecia   |
| 2018 | Suecia  | Bulgaria |
| 2019 | Grecia  | Grecia   |
| 2021 | Grecia  | Grecia   |
| 2022 | Grecia  | Ucrania  |
| 2023 | Suecia  | Israel   |
| 2024 | Croacia | Grecia   |
| 2025 | Grecia  | Grecia   |

## Galería de imágenes
|                              |
| Alex Panayi en Dublín (1995) |

|                                 |
| Lisa Andreas en Estambul (2004) |

|                                                                       |
| Evridiki en Helsinki, en el 2007. Ya había participado en 1992 y 1994 |

|                                 |
| Evdokia Kadi en Belgrado (2008) |

|                                  |
| Christina Metaxa en Moscu (2009) |

|                                              |
| Jon Lilygreen y The Islanders en Oslo (2010) |

|                                  |
| Despina Olympiou en Malmö (2013) |

|                                  |
| John Karayiannis en Viena (2015) |

|                               |
| Minus One en Estocolmo (2016) |

|                      |
| Hovig en Kiev (2017) |

|                                 |
| Eleni Foureira en Lisboa (2018) |

|                          |
| Tamta en Tel Aviv (2019) |

|                                     |
| Elena Tsagrinou en Rotterdam (2021) |

|                            |
| Andromache en Turín (2022) |

|                                    |
| Andrew Lambrou en Liverpool (2023) |

|                              |
| Silia Kapsis en Malmö (2024) |